# Dinoderus distinctus
Dinoderus distinctus är en skalbaggsart som beskrevs av Pierre Lesne 1897. Dinoderus distinctus ingår i släktet Dinoderus och familjen kapuschongbaggar. Inga underarter finns listade i Catalogue of Life.